# Стејтсвил (Северна Каролина)
Стејтсвил (енгл. Statesville) град је у америчкој савезној држави Северна Каролина.

## Демографија
По попису из 2010. године број становника је 24.532, што је 1.212 (5,2%) становника више него 2000. године.
| Група             | 2000.          | 2010.          |
| Белци             | 13.381 (57,4%) | 12.542 (51,1%) |
| Афроамериканци    | 7.433 (31,9%)  | 8.471 (34,5%)  |
| Азијати           | 633 (2,7%)     | 460 (1,9%)     |
| Хиспаноамериканци | 1.658 (7,1%)   | 2.665 (10,9%)  |
| Укупно            | 23.320         | 24.532         |